# Coupe d'Afrique du Nord de football 1934-1935
Navigation
Coupe AFN 1933-1934 Coupe AFN 1935-1936
Cet article traite de l'édition 1934-1935 de la Coupe d'Afrique du Nord de football. Il s'agit de la Cinquième édition de cette compétition, qui se termine par une victoire du CDJ Oran.
C'est une équipe de la Ligue d'Oran et une équipe de la Ligue du Maroc qui se rencontrent en finale. Ces deux équipes sont respectivement le CDJ Oran et l'US Marocaine. La finale se termine par une victoire des Oranie sur les Marocain sur le score de 4 but à 3.
Le Club des Joyeusetés d'Oran remporte la compétition pour la Quatrième fois de son histoire et permet à sa ligue, la Ligue d'Oran d'obtenir un Quatrième titre dans la compétition.

## Parcours LMFA-Maroc

### Premier Tour
- joués le 14 octobre 1934

|   | Date | Club               | Score | Club            | Lieu      |
| - | ---- | ------------------ | ----- | --------------- | --------- |
| 1 |      | SA Marrakech       | 3 - 0 | AS Agadir       | Marrakech |
| 2 |      | USA Casablanca     | 1 - 0 | Fédala SC       | Fédala    |
| 3 |      | Olympique Marocain | 5 - 1 | ASPTT Fès       | Rabat     |
| 4 |      | US Fès             | 2 - 1 | AS Tanger-Fès   | Fès       |
| 5 |      | USD Meknès         | 2 - 0 | USC Maroc       | Meknès    |
| 6 |      | ASF Tanger         | 3 - 2 | UA Port-Lyautey | Tanger    |

### Deuxième Tour
- joués le 4 novembre 1934

|   | Date | Club               | Score | Club             | Lieu       |
| - | ---- | ------------------ | ----- | ---------------- | ---------- |
| 1 |      | US Athlétique      | -     | SA Marrakech     | Casablanca |
| 2 |      | ASPTT Casablanca   | -     | SC Roches Noires | Casablanca |
| 3 |      | Stade Marocain     | -     | US Fès           | Rabat      |
| 4 |      | Olympique Marocain | -     | ASPTT Rabat      | Rabat      |
| 5 |      | ASF Tanger         | -     | Racing AC        | Tanger     |
| 6 |      | USD Meknès         | -     | US Marocaine     | Meknès     |

### Troisième Tour
- joués le 2 décembre 1934

|   | Date | Club               | Score | Club             | Lieu       |
| - | ---- | ------------------ | ----- | ---------------- | ---------- |
| 1 |      | Olympique Marocain | 0 - 0 | US Athlétique    | Casablanca |
| 2 |      | US Marocaine       | 3 - 2 | ASPTT Casablanca | Rabat      |
| 3 |      | Stade Marocain     | 3 - 2 | ASF Tanger       | Rabat      |

## Parcours LTFA-Tunisie

### Premier Tour
|    | Date | Club | Score | Club | Lieu |
| -- | ---- | ---- | ----- | ---- | ---- |
| 1  |      | ...  | -     | ...  |      |
| 2  |      | ...  | -     | ...  |      |
| 3  |      | ...  | -     | ...  |      |
| 4  |      | ...  | -     | ...  |      |
| 5  |      | ...  | -     | ...  |      |
| 6  |      | ...  | -     | ...  |      |
| 7  |      | ...  | -     | ...  |      |
| 8  |      | ...  | -     | ...  |      |
| 9  |      | ...  | -     | ...  |      |
| 10 |      | ...  | -     | ...  |      |
| 11 |      | ...  | -     | ...  |      |
| 12 |      | ...  | -     | ...  |      |

### Deuxième Tour
|   | Date | Club | Score | Club | Lieu |
| - | ---- | ---- | ----- | ---- | ---- |
| 1 |      | ...  | -     | ...  |      |
| 2 |      | ...  | -     | ...  |      |
| 3 |      | ...  | -     | ...  |      |
| 4 |      | ...  | -     | ...  |      |
| 5 |      | ...  | -     | ...  |      |
| 6 |      | ...  | -     | ...  |      |

### Troisième Tour
|   | Date | Club          | Score | Club | Lieu |
| - | ---- | ------------- | ----- | ---- | ---- |
| 1 |      | SC Tunis      | -     | ...  |      |
| 2 |      | US Ferryville | -     | ...  |      |
| 3 |      | US Tunis      | -     | ...  |      |

## Parcours LAFA-Alger

### Premier Tour
- joués le 21 octobre 1934[1]:

|   | Date | Club              | Score | Club                | Lieu         |
| - | ---- | ----------------- | ----- | ------------------- | ------------ |
| 1 |      | ES Zéralda        | 3 - 2 | US Oued-el-Alleug   | Castiglione  |
| 2 |      | US Blida          | 1 - 0 | SC Alger            | Saint-Eugène |
| 3 |      | Olympique Marengo | 9 - 1 | AS Montpensier      | Zéralda      |
| 4 |      | CA Paté           | 3 - 2 | USM Blida           | Douéra       |
| 5 |      | GS Orléansville   | 4 - 0 | Union Koléa         | Mouzaiaville |
| 6 |      | SC Ménerville     | 4 - 2 | SC Médéa            | Stade Lebon  |
| 7 |      | AS Trèfle Alger   | 4 - 2 | AS Saoula-Birkhadem | Saoula       |
| 8 |      | AS Ghrib          | 2 - 0 | RAS Alger           | Blida        |

### Deuxième Tour
- joués le 11 novembre 1934[2]:

|                             | Date | Club                    | Score     | Club             | Lieu          |
| --------------------------- | ---- | ----------------------- | --------- | ---------------- | ------------- |
| 1                           |      | US Blida                | -         | MC Alger         | Boufarik      |
| 2                           |      | AS Trèfle Alger         | 11 - 0    | Alger LBO        | Stade Lebon   |
| 3                           |      | SCU El Biar             | 1 - 1     | ES Zéralda       | Saint-Eugène  |
| 4                           |      | GS Orléansville         | 7 - 1     | AS Dellys        |               |
| 5                           |      | SC Ménerville           | 2 - 0     | US Fort-de-l'Eau | Maison-Carrée |
| 6                           |      | Olympique Marengo       | 4 - 2 a p | AS Lebon         | Blida         |
| 7                           |      | AS Ghrib                | 4 - 0     | CA Paté          | Mouzaiaville  |
| 8                           |      | Olympique de Tizi-Ouzou | 4 - 0     | US Alger         | Ménerville    |
| Match rejoué le 18 novembre |      |                         |           |                  |               |
|                             |      | SCU El Biar             | 2 - 1     | ES Zéralda       | Caroubier     |

| Titulaires : |  |
| |  |
| (Maillot) 1. Martinazzo 2. Beneyto 3. Larra.A 4. Mazaoyer 5. Gomez 6. Carnot 7. Mestre 8. Oller 9. Ferrandini 10. Cazeaux 11. Danjou |  |

| Titulaires : |  |
| |  |
| (Maillot) 1. Martin 2. Perez.M 3. Marco 4. Papillon 5. Derradji 6. Yahyaoui 7. Garcia 8. Perez.L 9. Rosello 10. Domenech 11. Arguimbaud |  |

| Titulaires : |  |
| |  |
| (Maillot) 1. Martinazzo 2. Beneyto 3. Larra.A 4. Mazaoyer 5. Gomez 6. Carnot 7. Mestre 8. Oller 9. Ferrandini 10. Cazeaux 11. Danjou |  |

| Titulaires : |  |
| |  |
| (Maillot) 1. Martin 2. Perez.M 3. Marco 4. Papillon 5. Derradji 6. Yahyaoui 7. Garcia 8. Perez.L 9. Rosello 10. Domenech 11. Arguimbaud |  |

### Troisième Tour
- joués le 10 décembre 1934[3]:

|   | Date | Club                    | Score     | Club              | Lieu         |
| - | ---- | ----------------------- | --------- | ----------------- | ------------ |
| 1 |      | US Blida                | 5 - 1     | SC Ménerville     | Saint-Eugène |
| 2 |      | GS Orléansville         | 1 - 0     | AS Ghrib          | Affreville   |
| 3 |      | Olympique de Tizi-Ouzou | 7 - 1     | Alger LBO         | Ménerville   |
| 4 |      | SCU El Biar             | 3 - 2 a p | Olympique Marengo | Blida        |

### Quatrième Tour
- joués le 7 janvier 1935[4]:

|                            | Date | Club                  | Score     | Club                    | Lieu             |
| -------------------------- | ---- | --------------------- | --------- | ----------------------- | ---------------- |
| 1                          |      | FC Blida              | 3 - 2     | Olympique de Tizi-Ouzou | Municipal/ Alger |
| 2                          |      | RC Maison-Carrée      | 2 - 1     | SCU El Biar             | Saint-Eugène     |
| 3                          |      | Gallia Sports d'Alger | 3 - 1     | AS Saint-Eugène         | Maison-Carrée    |
| 4                          |      | RU Alger              | 1 - 1     | US Blida                | Boufarik         |
| 5                          |      | AS Boufarik           | 3 - 1 a.p | Olympique Hussein Dey   | Blida            |
| 6                          |      | US Ouest Mitidja      | 3 - 1     | GS Orléansville         | Affreville       |
| Match rejoué le 13 janvier |      |                       |           |                         |                  |
|                            |      | RU Alger              | 4 - 1 a.p | US Blida                | Maison-Carrée    |

### Cinquième Tour
- joués le 13 janvier 1935[5],[6],[7]:

|                            | Date       | Club             | Score     | Club             | Lieu             |
| -------------------------- | ---------- | ---------------- | --------- | ---------------- | ---------------- |
| 3                          |            | AS Boufarik      | 2 - 1     | FC Blida         | Municipal/ Alger |
| 1                          |            | GS Alger         | 0 - 0     | RC Maison-Carrée | Saint-Eugène     |
| 2                          | 20 janvier | US Ouest Mitidja | 3 - 2     | RU Alger         | Blida            |
| Match rejoué le 20 janvier |            |                  |           |                  |                  |
|                            |            | GS Alger         | 0 - 0     | RC Maison-Carrée | Saint-Eugène     |
| Match rejoué le 27 janvier |            |                  |           |                  |                  |
|                            |            | GS Alger         | 3 - 1 a.p | RC Maison-Carrée | Saint-Eugène     |

| Titulaires : |  |
| |  |
| (Maillot) 1. Colla 2. Darmon 3. Cortès 4. David 5. Garcia 6. Pérez 7. Chibane 8. Cerméno 9. Gottvalès 10. Greck 11. Barbé |  |

| Titulaires : |  |
| |  |
| (Maillot) 1. De Notter 2. Labattut 3. Stoffe 4. Bernard 5. De Redon 6. Samary 1 7. Mascherpa 8. Baldo 9. Samary 2 |  |

| Titulaires : |  |
| |  |
| (Maillot) 1. Colla 2. Darmon 3. Cortès 4. David 5. Garcia 6. Pérez 7. Chibane 8. Cerméno 9. Gottvalès 10. Greck 11. Barbé |  |

| Titulaires : |  |
| |  |
| (Maillot) 1. De Notter 2. Labattut 3. Stoffe 4. Bernard 5. De Redon 6. Samary 1 7. Mascherpa 8. Baldo 9. Samary 2 |  |

| Titulaires : |  |
|              |  |
| (Maillot)    |  |

| Titulaires : |  |
|              |  |
| (Maillot)    |  |

| Titulaires : |  |
|              |  |
| (Maillot)    |  |

| Titulaires : |  |
|              |  |
| (Maillot)    |  |

| Titulaires : |  |
|              |  |
| (Maillot)    |  |

| Titulaires : |  |
|              |  |
| (Maillot)    |  |

| Titulaires : |  |
|              |  |
| (Maillot)    |  |

| Titulaires : |  |
|              |  |
| (Maillot)    |  |

## Parcours LOFA-Oran

### Premier Tour
- joués le 16 septembre 1934

|   | Date | Club       | Score | Club           | Lieu              |
| - | ---- | ---------- | ----- | -------------- | ----------------- |
| 1 |      | SC Choupot | -     | ES Lamoricière | Stade CALO / Oran |
| 2 |      | ...        | -     | ...            |                   |
| 3 |      | ...        | -     | ...            |                   |
| 4 |      | ...        | -     | ...            |                   |
| 5 |      | ...        | -     | ...            |                   |
| 6 |      | ...        | -     | ...            |                   |
| 7 |      | ...        | -     | ...            |                   |
| 8 |      | ...        | -     | ...            |                   |

### Deuxième Tour
- joués le 7 octobre 1934[8]:

|    | Date | Club                         | Score  | Club                           | Lieu              |
| -- | ---- | ---------------------------- | ------ | ------------------------------ | ----------------- |
| 1  |      | Saint-Louis Sportive Oranais | 10 - 0 | CS Bou Tlélis                  | Saint-Louis       |
| 2  |      | US Bel-Abbès                 | 6 - 1  | JS Marine d'Oran               | Stade USMO / Oran |
| 3  |      | SC Choupot                   | 2 - 1  | Africa Sports Club Boulanger   | Oran              |
| 4  |      | SC Lamur                     | 5 - 3  | FC Oran                        | Oran              |
| 5  |      | Perrégaux GS                 | 4 - 3  | GC Saïda                       | Saida             |
| 6  |      | Avenir Sportif Mostaganem    | 2 - 1  | SCFM Oujda                     | Mostaganem        |
| 7  |      | la Marsa                     | 8 - 0  | Olympique Football Club (Oran) | Mers-el-Kebir     |
| 8  |      | Stade Mondial Gambetta       | 5 - 1  | SC Sigois                      | Oran              |
| 9  |      | USSC Témouchent              | 4 - 2  | CS Béni Saf                    | Ain Témouchent    |
| 10 |      | ASPTT Oujda                  | 4 - 1  | US Laferrière                  | Laferrière        |

| Titulaires : |  |
| |  |
| (Maillot) 1. Crespo 2. Villa 3. Faust I 4. Saint 5. Marti 6. Wilhems 7. Faust II 8. Botella Henri 9. Voigner 10. Truchy 11. Lloppis |  |

| Titulaires : |  |
| |  |
| (Maillot) 1. Balverdé 2. Néhari 3. Benchettrit 4. Alenda II 5. Sanchez 6. Simon 7. Alenda I 8. Rodriguez I 9. Rodriguez II 10. Azuélos 11. Férer |  |

| Titulaires : |  |
| |  |
| (Maillot) 1. Crespo 2. Villa 3. Faust I 4. Saint 5. Marti 6. Wilhems 7. Faust II 8. Botella Henri 9. Voigner 10. Truchy 11. Lloppis |  |

| Titulaires : |  |
| |  |
| (Maillot) 1. Balverdé 2. Néhari 3. Benchettrit 4. Alenda II 5. Sanchez 6. Simon 7. Alenda I 8. Rodriguez I 9. Rodriguez II 10. Azuélos 11. Férer |  |

### Troisième Tour
- joués le 4 novembre 1934[9]:

|              | Date        | Club                           | Score | Club                           | Lieu          |
| ------------ | ----------- | ------------------------------ | ----- | ------------------------------ | ------------- |
| 1            |             | USM Oran                       | 7 - 1 | USSC Témouchent                | Oran          |
| 2            |             | GC Oran                        | 2 - 1 | SC Lamur                       | Oran          |
| 3            |             | CAL Oran                       | 3 - 1 | SC Choupot                     | Oran          |
| 4            |             | Saint-Charles Sportive Oranais | 1 - 1 | ASM Oran                       | Oran          |
| 5            |             | AGS Mascara                    | 3 - 0 | Saint-Louis Sportive Oranais   | Mascara       |
| 6            |             | AS Eckmühl                     | 1 - 1 | AS Mostaganem                  | Mostaganem    |
| 7            |             | SC Bel-Abbès                   | 4 - 2 | Sports Thiers Club Bel-Abbès   | Bel-Abbès     |
| 8            |             | JP Bel-Abbès                   | 3 - 2 | US Bel-Abbès                   | Bel-Abbès     |
| 9            |             | la Marsa                       | 4 - 0 | JS Saint-Eugène                | Mers-el-Kebir |
| 10           |             | IS Mostaganem                  | 4 - 1 | Perrégaux GS                   | Mostaganem    |
| 11           |             | USFA Tlemcen                   | 4 - 0 | Stade Mondiale Gambetta        | Tlemcen       |
| 12           |             | ASPTT Oujda                    | 1 - 3 | US Hammam Bou Hadjar           | Oujda         |
| Match rejoué |             |                                |       |                                |               |
|              | 11 novembre | AS Eckmühl                     | 3 - 1 | AS Mostaganem                  | Oran          |
|              | 02 décembre | ASM Oran                       | 6 - 1 | Saint-Charles Sportive Oranais | Oran          |

| Titulaires : |  |
| |  |
| (Maillot) 1. Alphonse Robergeot 2. Lucien Louge 3. Abdelkader Benzaoui 4. Kada Moulay 5. Gluais Gaston 6. Louis Jeannin 7. Vincent André 8. Amiel Albert 9. Allemand Joseph 10. Boudara 11. Albert Nakam |  |

| Titulaires : |  |
| |  |
| (Maillot) 1. Lopez I 2. Lopez II 3. Arrias 4. Fernandez 5. Caravajal 6. Sanchez 7. Hernandez 8. Algarraz 9. Hamadi 10. Abad 11. Garcia |  |

| Titulaires : |  |
| |  |
| (Maillot) 1. Alphonse Robergeot 2. Lucien Louge 3. Abdelkader Benzaoui 4. Kada Moulay 5. Gluais Gaston 6. Louis Jeannin 7. Vincent André 8. Amiel Albert 9. Allemand Joseph 10. Boudara 11. Albert Nakam |  |

| Titulaires : |  |
| |  |
| (Maillot) 1. Lopez I 2. Lopez II 3. Arrias 4. Fernandez 5. Caravajal 6. Sanchez 7. Hernandez 8. Algarraz 9. Hamadi 10. Abad 11. Garcia |  |

| Titulaires : |  |
| |  |
| (Maillot rouge) 1. Schmit 2. Amoros Rosalino 3. Matéo François dit (Matéo II) 4. Matéo Manuel dit (Matéo I) 5. Butz François 6. Lopez Joseph 7. Attias 8. Aubrecht 9. Staudd 10. François Boudach 11. Estève Placide |  |

| Titulaires : |  |
| |  |
| (Maillot vert et noir) 1. Gonzalès Joseph 2. Sotto 3. Pérez 4. Chapapria.L 5. Chapapria.F 6. Cazorla 7. Canillo Vincent 8. Pelozuelos 9. Chapapria Emile 10. Gonzalès Emile 11. Gongora Salvador |  |

| Titulaires : |  |
| |  |
| (Maillot rouge) 1. Schmit 2. Amoros Rosalino 3. Matéo François dit (Matéo II) 4. Matéo Manuel dit (Matéo I) 5. Butz François 6. Lopez Joseph 7. Attias 8. Aubrecht 9. Staudd 10. François Boudach 11. Estève Placide |  |

| Titulaires : |  |
| |  |
| (Maillot vert et noir) 1. Gonzalès Joseph 2. Sotto 3. Pérez 4. Chapapria.L 5. Chapapria.F 6. Cazorla 7. Canillo Vincent 8. Pelozuelos 9. Chapapria Emile 10. Gonzalès Emile 11. Gongora Salvador |  |

| Titulaires : |  |
| |  |
| (Maillot) 1. Kader Boualem 2. Abbès 3. Oliver Antoine 4. Ould Ali Menouar 5. Simon Joseph 6. Layet Paul 7. Benyounès 8. Pérez Albert 9. Khettab Charef 10. Hamza Barka 11. Belhachemi Mohamed |  |

| Titulaires : |  |
| |  |
| (Maillot) 1. Leitchmann 2. Vargas 3. Cerda 4. Bouzid 5. Quessada 6. Martinez 7. Santamaria 8. Benarroche 9. Lopez 10. Ortiz 11. Camensuli |  |

| Titulaires : |  |
| |  |
| (Maillot) 1. Kader Boualem 2. Abbès 3. Oliver Antoine 4. Ould Ali Menouar 5. Simon Joseph 6. Layet Paul 7. Benyounès 8. Pérez Albert 9. Khettab Charef 10. Hamza Barka 11. Belhachemi Mohamed |  |

| Titulaires : |  |
| |  |
| (Maillot) 1. Leitchmann 2. Vargas 3. Cerda 4. Bouzid 5. Quessada 6. Martinez 7. Santamaria 8. Benarroche 9. Lopez 10. Ortiz 11. Camensuli |  |

| Titulaires : |  |
| |  |
| (Maillot) 1. Menjou Maurice 2. Cid Raymond 3. Thirion Henri 4. Terrier Raymond dit (Terrier II) 5. Garcia Pierre 6. Benjemaa Bouhdjar 7. Pastor Albert 8. Ducottez 9. Terrier Vincent 10. Michel Brusseaux 11. Djillali |  |

| Titulaires : |  |
| |  |
| (Maillot) 1. Winter 2. Mimoun I 3. Mimoun II 4. Touaty 5. Bonneviale Gaston 6. Gonzalez Joseph 7. Felli Adolphe 8. Rastoll André 9. Rosendo 10. Basso Mohamed 11. Abdellah Belarbi |  |

| Titulaires : |  |
| |  |
| (Maillot) 1. Menjou Maurice 2. Cid Raymond 3. Thirion Henri 4. Terrier Raymond dit (Terrier II) 5. Garcia Pierre 6. Benjemaa Bouhdjar 7. Pastor Albert 8. Ducottez 9. Terrier Vincent 10. Michel Brusseaux 11. Djillali |  |

| Titulaires : |  |
| |  |
| (Maillot) 1. Winter 2. Mimoun I 3. Mimoun II 4. Touaty 5. Bonneviale Gaston 6. Gonzalez Joseph 7. Felli Adolphe 8. Rastoll André 9. Rosendo 10. Basso Mohamed 11. Abdellah Belarbi |  |

| Titulaires : |  |
| |  |
| (Maillot vert) 1. Hahn Albert 2. Alcaraz Emile 3. Janin 4. Lahouari Hammou 5. Mattéo Joseph 6. Lazaro Onafret 7. Navarro Jean 8. Beltramo Georges 9. Ouada Chiekh 10. Lazaro.B 11. Victoria Georges |  |

| Titulaires : |  |
| |  |
| (Maillot rouge) 1. Martinez 2. pérez 3. Bérenguer 4. Domingo 5. Roméro 6. Alcaraz 7. Gimenez 8. Banuls 9. Inesta 10. Cutillas 11. Martinez.F |  |

| Titulaires : |  |
| |  |
| (Maillot vert) 1. Hahn Albert 2. Alcaraz Emile 3. Janin 4. Lahouari Hammou 5. Mattéo Joseph 6. Lazaro Onafret 7. Navarro Jean 8. Beltramo Georges 9. Ouada Chiekh 10. Lazaro.B 11. Victoria Georges |  |

| Titulaires : |  |
| |  |
| (Maillot rouge) 1. Martinez 2. pérez 3. Bérenguer 4. Domingo 5. Roméro 6. Alcaraz 7. Gimenez 8. Banuls 9. Inesta 10. Cutillas 11. Martinez.F |  |

### Quatrième Tour
- joués le 2 décembre 1934[10],[11]:

|                             | Date        | Club          | Score | Club                 | Lieu                      |
| --------------------------- | ----------- | ------------- | ----- | -------------------- | ------------------------- |
| 1                           |             | USM Oran      | 2 - 0 | CAL Oran             | Oran                      |
| 2                           |             | GC Oran       | 0 - 0 | IS Mostaganem        | Oran                      |
| 3                           |             | la Marsa      | 3 - 2 | AS Eckmühl           | Oran                      |
| 4                           |             | JP Bel-Abbès  | 3 - 2 | USFA Tlemcen         | Bel-Abbès                 |
| 5                           |             | SC Bel-Abbès  | 2 - 1 | US Hammam Bou Hadjar | Stade Amarnas / Bel-Abbès |
| 6                           | 09 décembre | ASM Oran      | 1 - 0 | AGS Mascara          | Oran                      |
| Match rejoué le 23 décembre |             |               |       |                      |                           |
|                             | 23 décembre | IS Mostaganem | 3 - 2 | GC Oran              | Mostaganem                |
|                             |             | SC Bel-Abbès  | 4 - 1 | US Hammam Bou Hadjar | Bel-Abbès                 |

| Titulaires : |  |
| |  |
| (Maillot) 1. Benamou 2. Matéo Manuel dit (Matéo I) 3. Amoros Rosalino 4. Matéo François dit (Matéo II) 5. Aubrecht 6. Lopez Joseph 7. Attias 8. Gomez 9. François Boudach 10. Martinez 11. Estève Placide |  |

| Titulaires : |  |
| |  |
| (Maillot) 1. Kaddour 2. Hadj 3. Ténazet 4. Lacombe 5. Navarro 6. Martinez 7. Lichtenstein 8. Belkacem Kaddour 9. Colliguon Jean 10. Caradja 11. Dimas Raymond |  |

| Titulaires : |  |
| |  |
| (Maillot) 1. Benamou 2. Matéo Manuel dit (Matéo I) 3. Amoros Rosalino 4. Matéo François dit (Matéo II) 5. Aubrecht 6. Lopez Joseph 7. Attias 8. Gomez 9. François Boudach 10. Martinez 11. Estève Placide |  |

| Titulaires : |  |
| |  |
| (Maillot) 1. Kaddour 2. Hadj 3. Ténazet 4. Lacombe 5. Navarro 6. Martinez 7. Lichtenstein 8. Belkacem Kaddour 9. Colliguon Jean 10. Caradja 11. Dimas Raymond |  |

| Titulaires : |  |
| |  |
| (Maillot) 1. Lubrano 2. Bernard 3. Laurent 4. Vicédo 5. Manchon 6. Rocha 7. Lopez 8. Cayuela 2 9. Liobet 10. Hernandez 11. Cayuela 1 |  |

| Titulaires : |  |
| |  |
| (Maillot) 1. Alphonse Robergeot 2. Antoine 3. Abdelkader Benzaoui 4. Louis Jeannin 5. Gluais Gaston 6. Kada Moulay 7. Cardina 8. Albert Nakam 9. Allemand Joseph 10. Hachlouf 11. Vincent André |  |

| Titulaires : |  |
| |  |
| (Maillot) 1. Lubrano 2. Bernard 3. Laurent 4. Vicédo 5. Manchon 6. Rocha 7. Lopez 8. Cayuela 2 9. Liobet 10. Hernandez 11. Cayuela 1 |  |

| Titulaires : |  |
| |  |
| (Maillot) 1. Alphonse Robergeot 2. Antoine 3. Abdelkader Benzaoui 4. Louis Jeannin 5. Gluais Gaston 6. Kada Moulay 7. Cardina 8. Albert Nakam 9. Allemand Joseph 10. Hachlouf 11. Vincent André |  |

### Cinquième Tour
- joués le 6 janvier 1935[13]:

|   | Date | Club          | Score | Club         | Lieu                      |
| - | ---- | ------------- | ----- | ------------ | ------------------------- |
| 1 |      | IS Mostaganem | 3 - 1 | ASM Oran     | Mostaganem                |
| 2 |      | la Marsa      | 2 - 1 | USM Oran     | Oran                      |
| 3 |      | SC Bel-Abbès  | 3 - 1 | JP Bel-Abbès | Stade Amarnas / Bel-Abbès |

| Titulaires : |  |
|              |  |
| (Maillot)    |  |

| Titulaires : |  |
|              |  |
| (Maillot)    |  |

| Titulaires : |  |
|              |  |
| (Maillot)    |  |

| Titulaires : |  |
|              |  |
| (Maillot)    |  |

| Titulaires : |  |
| |  |
| (Maillot) 1. Blasco 2. Ferrara I 3. Manchon 4. Michel Vicidomini 5. Bastien 6. Guéra 7. Maugé 8. Ferrara II 9. Scotto 10. Belverdé 11. Lubrano |  |

| Titulaires : |  |
| |  |
| (Maillot) 1. Baghdad Aboukébir 2. Boudjellal I 3. Foitih Mohamed dit "Hamida" 4. Saffa Mokhfi 5. Miloud Bouakeul 6. Saïd Dennaï 7. Boudjellal II 8. Gorni 9. Souilem Gnaoui 10. Miloud Osman 11. Berkani |  |

| Titulaires : |  |
| |  |
| (Maillot) 1. Blasco 2. Ferrara I 3. Manchon 4. Michel Vicidomini 5. Bastien 6. Guéra 7. Maugé 8. Ferrara II 9. Scotto 10. Belverdé 11. Lubrano |  |

| Titulaires : |  |
| |  |
| (Maillot) 1. Baghdad Aboukébir 2. Boudjellal I 3. Foitih Mohamed dit "Hamida" 4. Saffa Mokhfi 5. Miloud Bouakeul 6. Saïd Dennaï 7. Boudjellal II 8. Gorni 9. Souilem Gnaoui 10. Miloud Osman 11. Berkani |  |

| Titulaires : |  |
| |  |
| (Maillot) 1. Pérez Edouard 2. Liminana Richard 3. Avellaneda Jean 4. Pérez 5. Déjéa Jean 6. Pinel Lucien 7. Rokos 8. Wilhelm Heiss 9. Jurado Antoine 10. Lacasa Maurice 11. Ardizzi |  |

| Titulaires : |  |
| |  |
| (Maillot) 1. Gonzalez Joseph 2. Amoros Rosalino 3. Matéo François dit (Matéo I) 4. Matéo Manueldit (Matéo II) 5. Aubrecht 6. Lopez 7. Attias 8. Gomez 9. Estève Placide 10. François 11. Badenback |  |

| Titulaires : |  |
| |  |
| (Maillot) 1. Pérez Edouard 2. Liminana Richard 3. Avellaneda Jean 4. Pérez 5. Déjéa Jean 6. Pinel Lucien 7. Rokos 8. Wilhelm Heiss 9. Jurado Antoine 10. Lacasa Maurice 11. Ardizzi |  |

| Titulaires : |  |
| |  |
| (Maillot) 1. Gonzalez Joseph 2. Amoros Rosalino 3. Matéo François dit (Matéo I) 4. Matéo Manueldit (Matéo II) 5. Aubrecht 6. Lopez 7. Attias 8. Gomez 9. Estève Placide 10. François 11. Badenback |  |

## Parcours LCFA-Constantine

### Premier Tour
- joués le 21 octobre 1934[14],[15] :

|   | Date | Club             | Score       | Club                        | Lieu                   |
| - | ---- | ---------------- | ----------- | --------------------------- | ---------------------- |
| 1 |      | AS Batna         | 2 - 1       | CA Bordj Bou Arreridj       | Sétif                  |
| 2 |      | JBAC Bône        | 5 - 0       | EV Kouif                    | Souk Ahras             |
| 3 |      | CS Constantine   | 1 - 0       | SC Cheminots Souk Ahras     | Bône                   |
| 4 |      | EJ Phillipeville | 2 - 2       | Défense Saint-Arnaud        | Municipal/ Constantine |
| 5 |      | AS Constantine   | 3 - 1       | USC Constantine             | Municipal/ Constantine |
| 6 |      | RC Phillipeville | par forfait | Avenir Sportive Constantine | Phillipeville          |
| 7 |      | CC Biskra        | par forfait | JS Ain Beida                |                        |

### Deuxième Tour
- joués le 18 novembre 1934[16],[17] :

|              | Date        | Club             | Score       | Club                | Lieu          |
| ------------ | ----------- | ---------------- | ----------- | ------------------- | ------------- |
| 1            |             | CC Biskra        | par forfait | JS Guelma           |               |
| 2            |             | AS Batna         | 3 - 3       | FC Bougie           | Sétif         |
| 3            |             | AS Bône          | 3 - 2       | AS Constantine      | Philippeville |
| 4            |             | JBAC Bône        | 2 - 0       | EJ Philippeville    | Constantine   |
| 5            |             | RC Philippeville | 4 - 1       | Sporting Club Sétif | Constantine   |
| 6            |             | SO Sétif         | 4 - 2       | CS Constantine      | Batna         |
| Match rejoué |             |                  |             |                     |               |
|              | 02 décembre | AS Batna         | 2 - 0       | FC Bougie           | Sétif         |

### Troisième Tour
- joués le 16 décembre 1934 [18] :

|   | Date | Club             | Score | Club             | Lieu          |
| - | ---- | ---------------- | ----- | ---------------- | ------------- |
| 1 |      | RC Philippeville | 2 - 0 | SO Sétif         | Constantine   |
| 2 |      | AS Bône          | 3 - 0 | Jeunesse Bône AC | Philippeville |
| 3 |      | AS Batna         | 5 - 2 | CC Biskra        | Constantine   |

| Titulaires : |  |
|              |  |
| (Maillot)    |  |

| Titulaires : |  |
|              |  |
| (Maillot)    |  |

| Titulaires : |  |
|              |  |
| (Maillot)    |  |

| Titulaires : |  |
|              |  |
| (Maillot)    |  |

| Titulaires : |  |
|              |  |
| (Maillot)    |  |

| Titulaires : |  |
|              |  |
| (Maillot)    |  |

| Titulaires : |  |
|              |  |
| (Maillot)    |  |

| Titulaires : |  |
|              |  |
| (Maillot)    |  |

| Titulaires : |  |
| |  |
| (Maillot) 1. Halaït 2. Bertani 3. Hérodote 4. Serfati 5. Guareski 6. Millet 7. Ribes 8. Guedj 9. Colatrella 10. Bertogli 11. Boutbila |  |

| Titulaires : |  |
| |  |
| (Maillot) 1. Katter 2. Bijou 3. Ounis 4. Peretti 5. Amor 6. Kellil 7. Lazar 8. Charlot 9. Tuyl 10. Belkadi 11. Ali |  |

| Titulaires : |  |
| |  |
| (Maillot) 1. Halaït 2. Bertani 3. Hérodote 4. Serfati 5. Guareski 6. Millet 7. Ribes 8. Guedj 9. Colatrella 10. Bertogli 11. Boutbila |  |

| Titulaires : |  |
| |  |
| (Maillot) 1. Katter 2. Bijou 3. Ounis 4. Peretti 5. Amor 6. Kellil 7. Lazar 8. Charlot 9. Tuyl 10. Belkadi 11. Ali |  |

## Parcours des finalistes

### Huitièmes de finale
- Résultats du huitième de finale de la Coupe d'Afrique du Nord 1934-1935:
- joués le 3 février 1935[19],[20]:

|   | Date       | Club               | Score     | Club             | Lieu       |
| - | ---------- | ------------------ | --------- | ---------------- | ---------- |
| 1 |            | Olympique Marocain | 3 - 1     | RC Philippeville | Oran       |
| 2 |            | CDJ Oran           | 2 - 1 a.p | AS Bône          | Bône       |
| 3 |            | US Marocaine       | 2 - 1     | IS Mostaganem    | Casablanca |
| 4 |            | GS Alger           | 4 - 2     | la Marsa         | Alger      |
| 5 | 10 février | SC Tunis           | 2 - 1     | US Ouest Mitidja | Alger      |
| 6 | 10 février | AS Batna           | 2 - 1     | US Tunis         | Batna      |
| 7 | 10 février | SC Bel-Abbès       | 3 - 0     | Stade Marocain   | Bel-Abbès  |
| 8 | 10 février | US Ferryville      | 2 - 1 a.p | AS Boufarik      | Boufarik   |

### Quarts de finale
- Résultats des quarts de finale de la Coupe d'Afrique du Nord 1934-1935:
- joués le 10 mars 1935[21],[22]:

|                         | Date | Club               | Score | Club               | Lieu       |
| ----------------------- | ---- | ------------------ | ----- | ------------------ | ---------- |
| 1                       |      | CDJ Oran           | 5 - 0 | US Ferryville      | Alger      |
| 2                       |      | SC Bel-Abbès       | 1 - 1 | US Marocaine       | Bel-Abbès  |
| 3                       |      | SC Tunis           | 5 - 1 | AS Batna           | Tunis      |
| 4                       |      | Olympique Marocain | 2 - 2 | GS Alger           | Rabat      |
| Match rejoué le 24 mars |      |                    |       |                    |            |
| 2                       |      | US Marocaine       | 5 - 3 | SC Bel-Abbès       | Casablanca |
| 4                       |      | GS Alger           | 1 - 0 | Olympique Marocain | Alger      |

### Demi-finales
- Résultats des demi-finales de la Coupe d'Afrique du Nord 1934-1935:
- joués le 14 avril 1935[23]:

|   | Date | Club         | Score | Club     | Lieu             |
| - | ---- | ------------ | ----- | -------- | ---------------- |
| 1 |      | CDJ Oran     | 4 - 2 | GS Alger | Stade Gay / Oran |
| 2 |      | US Marocaine | 4 - 1 | SC Tunis | Alger            |

### Finale
- Résultats du finale de la Coupe d'Afrique du Nord 1934-1935

La finale joués le 12 mai 1935,,:
|   | Date        | Club                | Score | Club         | Lieu                         |
| - | ----------- | ------------------- | ----- | ------------ | ---------------------------- |
| 1 | 12 mai 1935 | Club Des Joyeusetés | 4 - 3 | US Marocaine | Stade Philippe, (Casablanca) |

| Titulaires : |  |
| |  |
| () 1. Desbats 2. Frutuoso II 3. Guilhem II 4. Guilhem I 5. Lopez.P 6. Fernandez 7. Torres 8. Franciel 9. Sparza 10. Michel Frutoso 11. Bérenguer |  |

| Titulaires : |  |
| |  |
| () 1. Ondella 2. Georges Janin 3. Mario Zatelli 4. Laporte 5. Martin 6. Mohamed Farah "Trimbo" 7. Hamida 8. Mequida 9. Ortin 10. Caparros 11. Assaban |  |

| Titulaires : |  |
| |  |
| () 1. Desbats 2. Frutuoso II 3. Guilhem II 4. Guilhem I 5. Lopez.P 6. Fernandez 7. Torres 8. Franciel 9. Sparza 10. Michel Frutoso 11. Bérenguer |  |

| Titulaires : |  |
| |  |
| () 1. Ondella 2. Georges Janin 3. Mario Zatelli 4. Laporte 5. Martin 6. Mohamed Farah "Trimbo" 7. Hamida 8. Mequida 9. Ortin 10. Caparros 11. Assaban |  |

| Coupe d'Afrique du Nord Vainqueur 1934-1935 |
| ------------------------------------------- |
| CDJ Oran Quatrième titre                    |